# Lucas Condotta
Lucas Condotta, född 6 november 1997, är en kanadensisk professionell ishockeyforward som är kontrakterad till Montreal Canadiens i National Hockey League (NHL) och spelar för Rocket de Laval i American Hockey League (AHL).
Han har tidigare spelat för UMass Lowell River Hawks i National Collegiate Athletic Association (NCAA).
Condotta blev aldrig NHL-draftad.
Han är släkt med Matt Martin.

## Statistik
| 2012–2013   | Brampton 45's            | SCTA        | 38  | 9  | 6  | 15 | 16 | —  | — | — | — | —  |
| 2013–2014   | Pickering Panthers       | OJHL        | 44  | 0  | 1  | 1  | 6  | —  | — | — | — | —  |
| 2014–2015   | Pickering Panthers       | OJHL        | 28  | 4  | 12 | 16 | 36 | —  | — | — | — | —  |
|             | Hamilton Red Wings       | OJHL        | 7   | 1  | 6  | 7  | 35 | —  | — | — | — | —  |
| 2015–2016   | Markham Royals           | OJHL        | 52  | 10 | 22 | 32 | 32 | 9  | 0 | 8 | 8 | 6  |
| 2016–2017   | Markham Royals           | OJHL        | 54  | 26 | 39 | 65 | 58 | 6  | 0 | 4 | 4 | 2  |
| 2017–2018   | Markham Royals           | OJHL        | 54  | 35 | 47 | 82 | 60 | 6  | 0 | 3 | 3 | 30 |
| 2018–2019   | UMass Lowell River Hawks | NCAA        | 34  | 4  | 5  | 9  | 35 | —  | — | — | — | —  |
| 2019–2020   | UMass Lowell River Hawks | NCAA        | 34  | 4  | 6  | 10 | 14 | —  | — | — | — | —  |
| 2020–2021   | UMass Lowell River Hawks | NCAA        | 20  | 6  | 4  | 10 | 14 | —  | — | — | — | —  |
| 2021–2022   | UMass Lowell River Hawks | NCAA        | 33  | 10 | 13 | 23 | 25 | —  | — | — | — | —  |
|             | Rocket de Laval          | AHL         | 7   | 0  | 1  | 1  | 2  | 10 | 2 | 2 | 4 | 4  |
| 2022–2023   | Montreal Canadiens       | NHL         | 1   | 1  | 0  | 1  | 0  | —  | — | — | — | —  |
|             | Rocket de Laval          | AHL         | 72  | 16 | 15 | 31 | 61 | 2  | 0 | 0 | 0 | 0  |
| NHL totalt  | NHL totalt               | NHL totalt  | 1   | 1  | 0  | 1  | 0  | —  | — | — | — | —  |
| AHL totalt  | AHL totalt               | AHL totalt  | 79  | 16 | 16 | 32 | 63 | 12 | 2 | 2 | 4 | 4  |
| NCAA totalt | NCAA totalt              | NCAA totalt | 121 | 24 | 28 | 52 | 88 | —  | — | — | — | —  |